# Cam Ranhs internationella flygplats
Cam Ranh internationella flygplats (HUI) är en flygplats i Nha Trang, Khanh Hoa, Vietnam. Flygplatsen betjänar den närbelägna staden Nha Trang. Flygplatsen har kapacitet för medelstora flygplan som Airbus A321, och för 1.000.000 passagerare per år.
Flygplatsen byggdes av fransmännen för militära ändamål.
För närvarande finns det flyg till Hanoi, Ho Chi Minh-staden och Da Nang.